# UTC-8

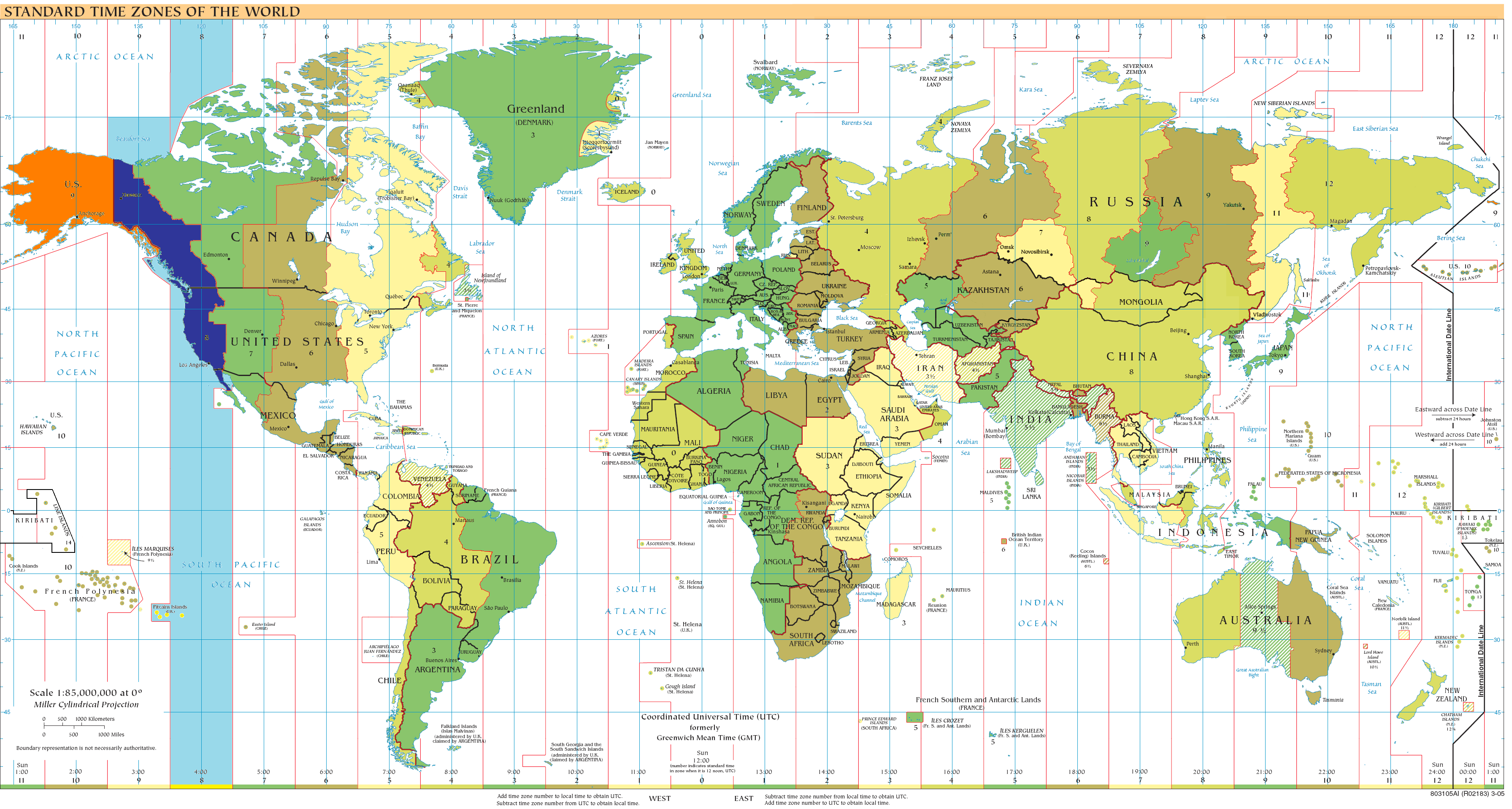
UTC-8: 藍-12月前後に適用、橙-6月前後に適用、濃黄-通年適用、水色-海域

UTC-8とは、協定世界時を8時間遅らせた標準時である。

## 該当地域

### 標準時（通年）
- クリッパートン島（フランス領）
- ピトケアン諸島（イギリス領）
- メキシコ
  - クラリオン島（英語版）（レビジャヒヘド諸島）

### 標準時（北半球冬）
- 太平洋標準時 - PST
  -  アメリカ合衆国
    - 各地域

  -  カナダ
    - ブリティッシュコロンビア州の大部分

  -  メキシコ
    - バハ・カリフォルニア州

### 夏時間（北半球）
- アメリカ合衆国
  - アラスカ夏時間 - AKDT